# Schlacht von Stony Point
Die Schlacht von Stony Point war eine Kampfhandlung im Amerikanischen Unabhängigkeitskrieg und fand in der Nacht vom 15. auf den 16. Juli 1779 zwischen der amerikanischen Kontinentalarmee und der britischen Armee statt.

## Hintergrund
Nach der Niederlage General John Burgoynes nach der Schlacht von Saratoga im Oktober 1777 und dem Eintritt Frankreichs in den Krieg änderte sich die Strategie Englands. Man versuchte mit kleinen Angriffen General Washington aus seinen Stellungen zu bewegen, während dieser sich in gefestigten Positionen um die der Briten in New York festsetzte.

## Verlauf
Etwa 1500 amerikanische Infanteristen, kommandiert von Anthony Wayne, überfielen nachts eine befestigte Stellung der Briten, die etwa 750 Mann stark war, am Hudson River südlich von West Point, New York. Um bei dem nächtlichen Überfall den Überraschungseffekt nicht zu verlieren, ordneten Washington und Wayne an, dass die Truppen mit ungeladenen Waffen angriffen und während des Kampfes nur die Bajonette einsetzen sollten. Die britische Position wurde innerhalb von 25 Minuten eingenommen und führte zum Verlust eines kompletten Infanterieregiments der Briten, von denen mehr als 540 in Gefangenschaft gingen. Die Amerikaner verloren an Toten 15, die Briten 20 Mann. Die Position, die einen Fährübergang sicherte, wurde drei Tage nach ihrer Einnahme wieder aufgegeben. Die Briten nahmen die Stellung wieder ein, gaben sie jedoch wieder auf, da sie der Auffassung waren, dass sie nicht zu verteidigen sei.
Zwei Jahre später nutzte die Kontinentalarmee diesen Übergang, um die Belagerung von Yorktown (Virginia) zu erreichen.